# Château de Kingsgate
Le château de Kingsgate est un château anglais situé à l'extrémité sud-est du pays, dans le comté du Kent et la ville de Broadstairs.
Situé au bord des falaises de la baie de Kingsgate, il fut construit dans les années 1760 par Henry Fox. Le nom de Kingsgate (la porte du roi) vient de l’accotement accidentel du roi Charles II sur les lieux le 30 juin 1683. D'autres monarques ont également utilisé cette crique comme George II en 1748. Par la suite, le château fut la résidence de John Lubbock qui y mourut en 1913.
Aujourd'hui, le bâtiment abrite 31 appartements.

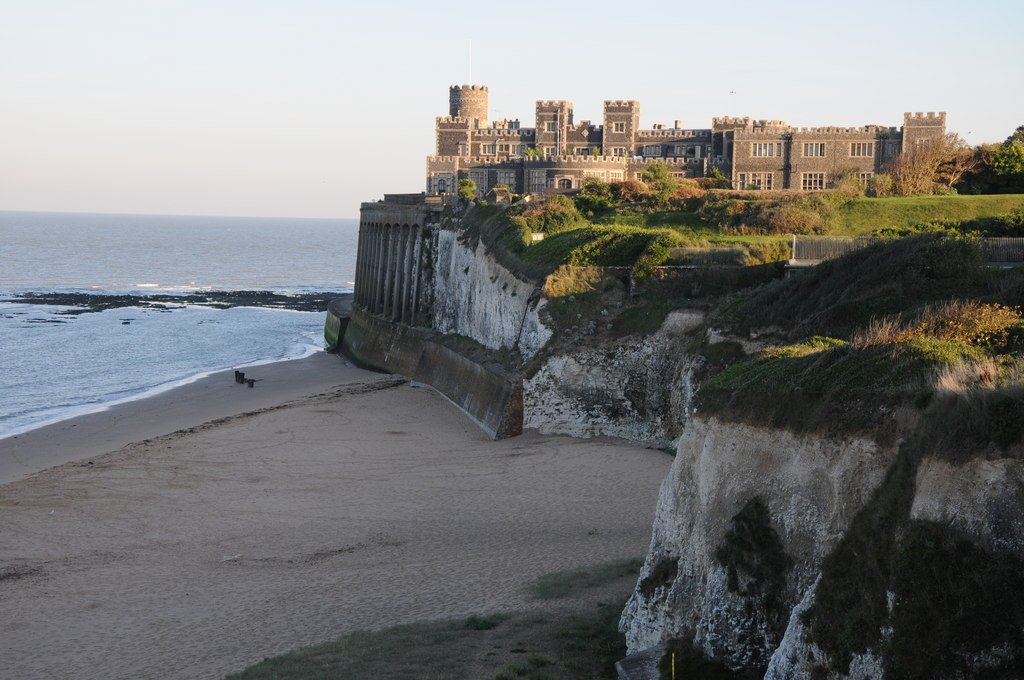
Avec la falaise et la plage.
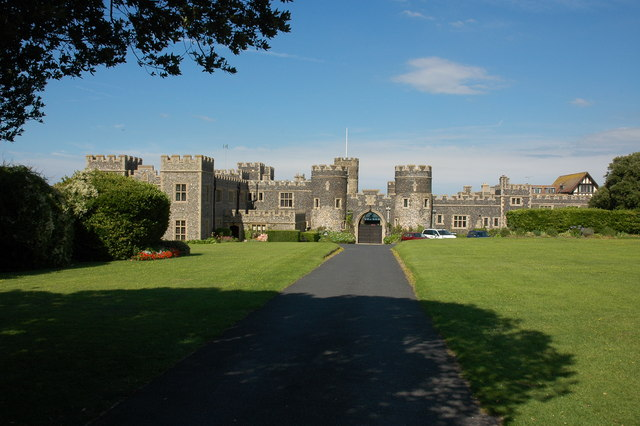
L'entrée principale (en 2007).

## Source de la traduction
- (en) Cet article est partiellement ou en totalité issu de l’article de Wikipédia en anglais intitulé « Kingsgate Castle » (voir la liste des auteurs).